# Meyra
MEYRA je německá firma, specializující se na prodej a servis invalidních vozíků a rehabilitačních pomůcek pro hendikepované osoby a seniory. Dále provozuje půjčovnu kompenzačních pomůcek. Je jednou z vedoucích společností v oboru. Česká pobočka vznikla v roce 1991 a je součástí skupiny Medort Group. Produkty značky Meyra jsou dostupné ve více než 40 zemích světa.

## Začátky
Společnost Meyra založil v roce 1936 Wilhelm Meyer jako rodinnou firmu v malém westfálském městečku Vlotho. Název je zkratkou slov MEYer a RAd (kolo). Zpočátku sloužila jako zámečnictví a dílna na pojízdná křesla a převodem ručně poháněné vozíky pro tělesně postižené. Od roku 1937 přidala motorizované vozíky.

## Po roce 1945

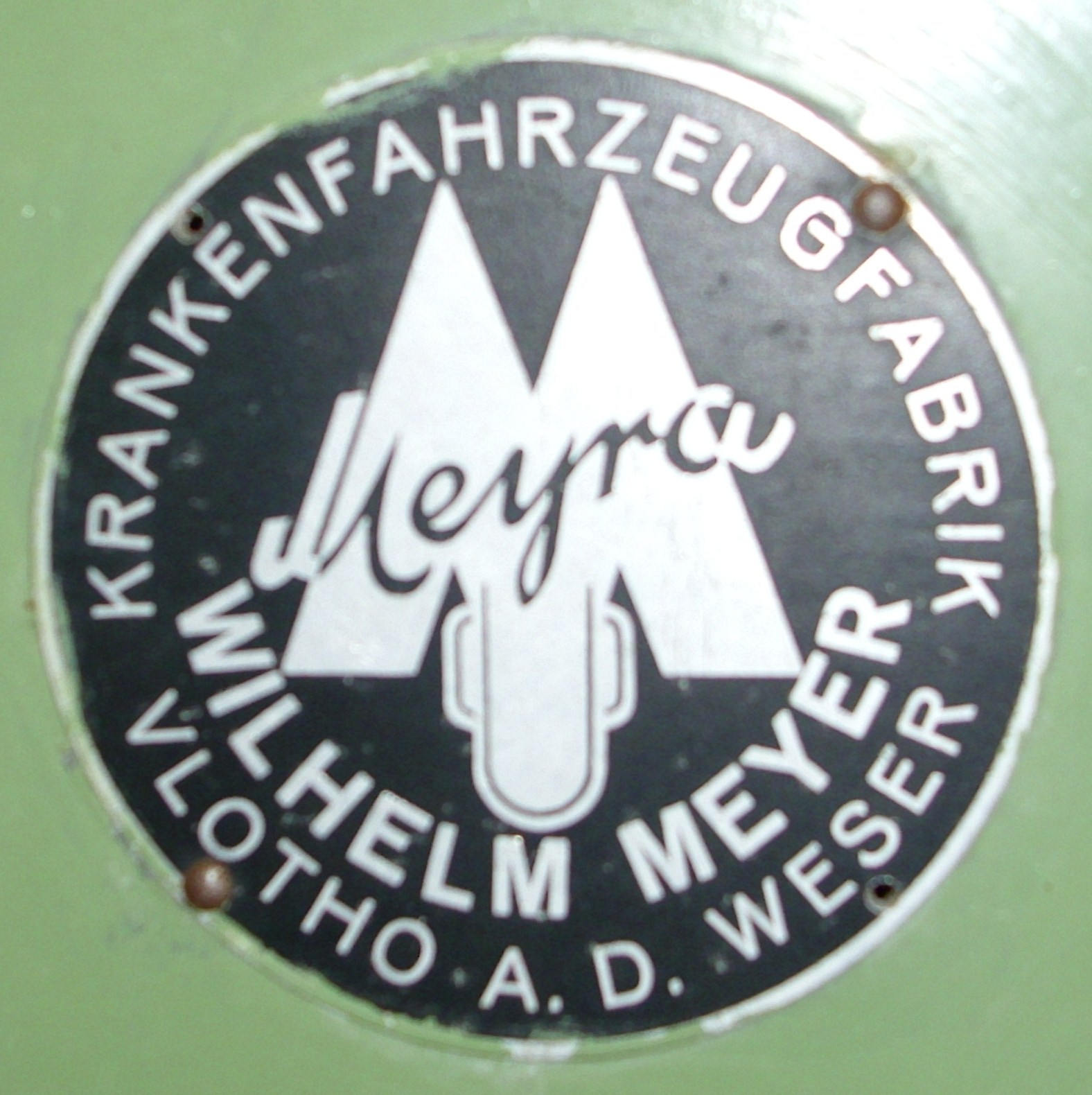
dřívější znak Meyra

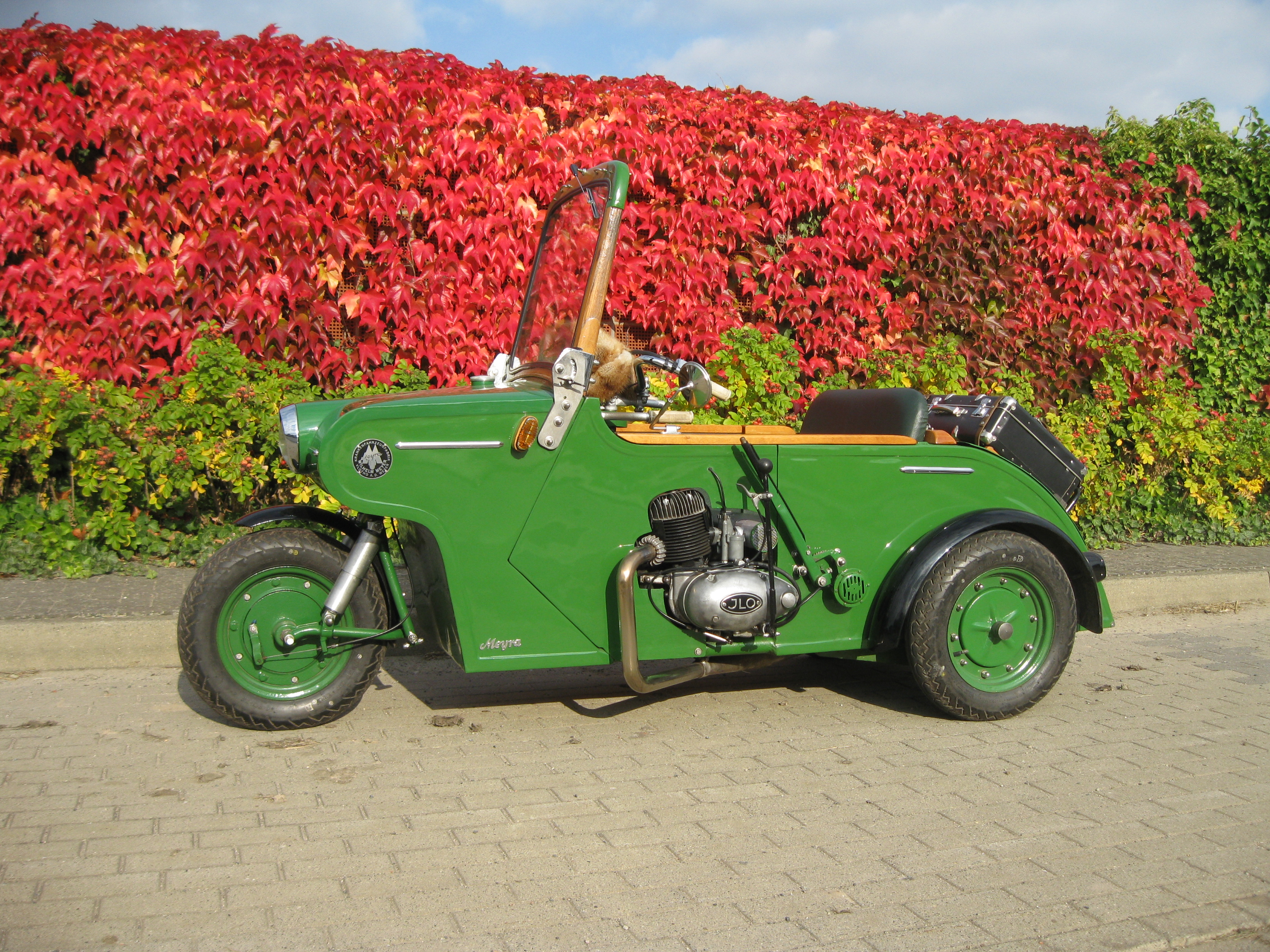
vozítko Meyra 48, model 1956

Důsledkem druhé světové války poptávka silně vzrostla. V roce 1948 společnost vyvinula tříkolové vozítko Meyra 48 – na řízení jediného předního kola sloužila řídítka. Pouze levé ze dvou zadních kol poháněl řetězem vzduchem chlazený jednoválcový dvoudobý motor Fichtel & Sachs zdvihového objemu 50 cm³. Byl s převodovkou v rámu na levém boku. Na pravém zas jediné dveře. Jezdce chránilo téměř svislé čelní sklo a skládací plátěná střecha. Zavazadlový prostor vzadu se dal při otevření využít jako před počasím nechráněné sedadlo spolucestujícího. Vozítko dovolující nezávislejší život se po dlouhou dobu výroby zdokonalovalo. Vznikaly i širší pro dva vedle sebe s kapotou zakrývající přední kolo. Používaly se i objemnější a výkonnější vzduchem chlazené dvoudobé jednoválcové motory, maximálně ale do 250 cm³ mající v Německu některé úlevy.

### Miniautomobily
Dopředu otevíraná čelní stěna miniautomobilu Isetta přesvědčila Wilhelma Meyera ke konstrukci 2+2místného tříkolového vozu Meyra 200. Přední část se dvěma koly měla také výklopnou stěnu. Pro zdravotně postižené ji považoval za nejlepší. Nepřekrývala ale celou šířku vozu, pouze pravou polovinu. Sedadlo proti ní dovolovalo vytažení až před vůz a výrazně usnadňovalo nastupování a vystupování osobám např. s amputací nohou nebo ochrnutým. Pohon jediného zadního kola řetězem zajišťoval dvoudobý jednoválcový vzduchem chlazený 10 k motor ILO objemu 197 cm³. Prototyp vystavený roku 1954 zaujal prostorností – blížila se malému vozu. Premiéra ale nestihla dobu automobilových veletrhů a nepřilákala pozornost motoristických časopisů. V konkurenci německých poválečných minivozů se modelu Meyra 200 prodalo nesrovnatelně méně. 
Výroba invalidních vozíků však poskytla peníze na další vývoj. Povzbuzen uvedením laminátové karoserie Chevroletu Corvette C1 Wilhelm Meyer představil na veletrhu v Hannoveru roku 1955 vůz Meyra 200-2 s karoserií z plastů společnosti BASF. Měla moderní aerodynamický tvar. Byla velmi obdivována, konkurence upravených Isett pro méně postižené však byla značně významná a snížila potřebu typu. V polovině roku 1956 byla výroba malých vozů Meyra ukončena. Vedle ručně poháněných invalidních vozíků později Meyra vyráběla vozíky na elektrický pohon. 

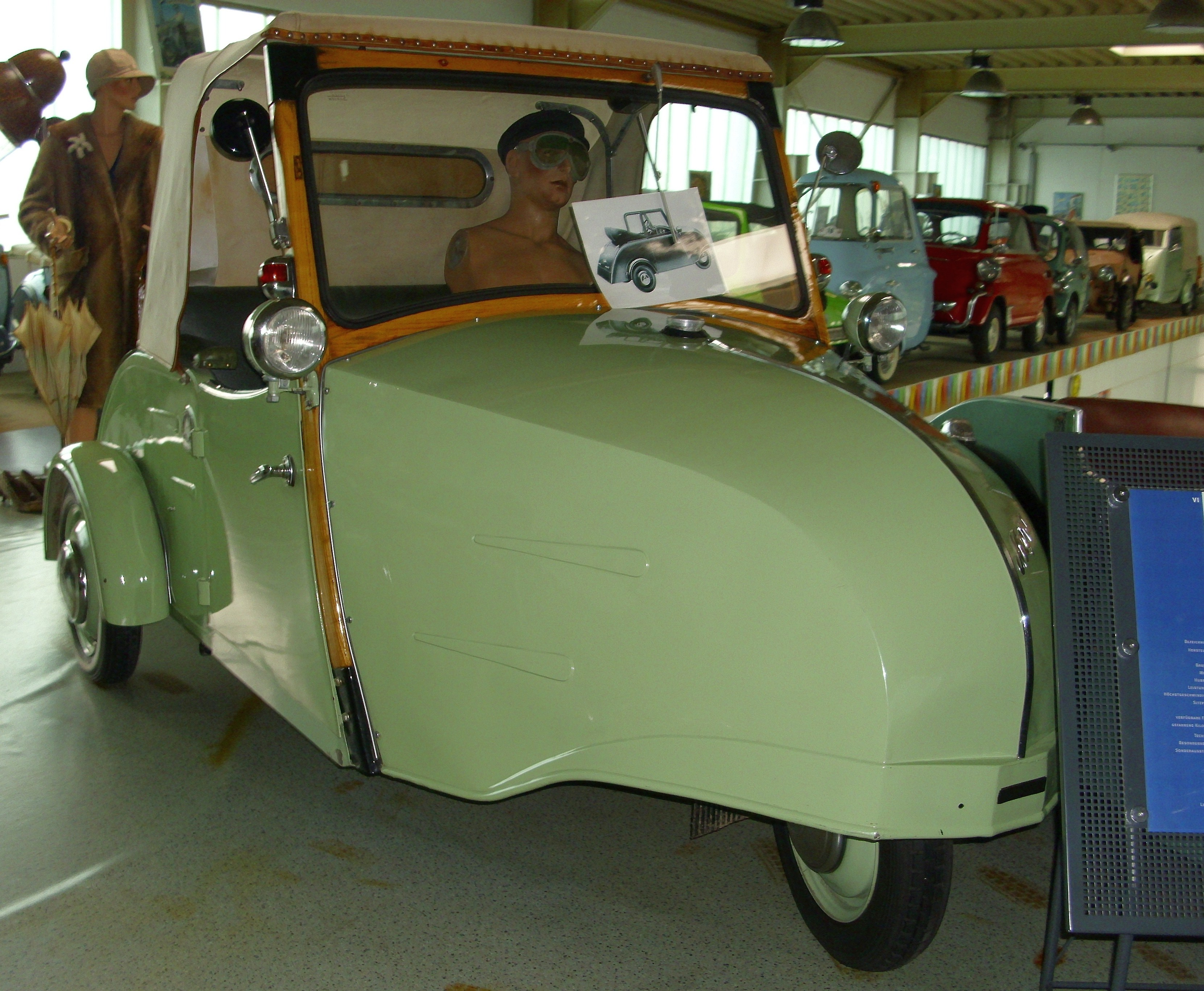
Meyra Modell 55, model 1953

V následujících desetiletích se sortiment společnosti dále rozšiřoval. V roce 1964 došlo k převzetí společnosti PETRI+LEHR a poté v roce 1972 vznikla dceřiná společnost v Nizozemsku. Centrála společnosti ve Vlotho záhy přestala vyhovovat stále se zvyšujícím nárokům na prostor, proto firma zakoupila v roce 1982 pozemek ve městě Kalldorf a vybudovala zde novou administrativní budovu a výrobní halu. Centrálu ve Vlothu nakonec firma opustila a přemístila celé sídlo společnosti do Kalldorfu. V roce 1991 byla otevřena pobočka v České republice a o 2 roky později se spustila výroba v Poděbradech. Dále se MEYRA rozrostla o společnost ORTOPEDIA a byly založeny pobočky v Maďarsku, Polsku a Dánsku. 

## 21. století
V roce 2000 zemřel zakladatel společnosti Wilhelm Meyer a vedení firmy přebral jeho syn Wilhelm Meyer mladší. Na přelomu tisíciletí měla MEYRA kolem 1200 zaměstnanců a stala se jednou z vedoucích společností v oboru invalidních vozíků a kompenzačních pomůcek. V roce 2006 zemřel Wilhelm Meyer mladší a vedení firmy přebral jeho syn Frank Meyer. Téhož roku došlo k přeskupení celé společnosti, která začala vystupovat pod jménem MEYRA-Ortopedia. V březnu 2013 společnost MEYRA-Ortopedia převzala investiční skupina Medort Group z Lodže v Polsku. Výroba v Poděbradech byla přesunuta do Kalldorfu a firma se přejmenovala na MEYRA GmbH. 
V roce 2015 společnost vyrobila invalidní vozík pro nejvyššího Čecha, Tomáše Pustinu. Na trhu neexistoval sériově vyráběný vozík, který by splňoval požadavky na jeho hmotnost a výšku. Meyra mu proto dodala speciální vozík upravený na míru.

## Charitativní činnost
Meyra ČR podporuje české organizace, které se zabývají zapojením hendikepovaných do běžného života a pořádáním volnočasových aktivit pro tělesně postižené. 23. února 2016 také MEYRA přispěla německé paraplegické nadaci (German Paraplegic Foundation) 20 invalidními vozíky v projektu prevence „no risk, no fun“.